# ЗИП (арт-группа)

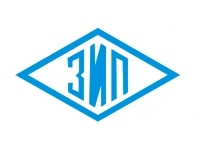
Логотип завода ЗИП, в честь которого назвались художники

Арт-группировка «ЗИП» — российская художественная группа, созданная в 2009 году..Базируется в Краснодаре. В 2011
году основали Краснодарский институт современного искусства (КИСИ).

## История
Группировка ЗИП — художественная группа, основанная в 2009 году и базирующаяся в Краснодаре. В группу входят художники Эльдар Ганеев, Евгений Римкевич, братья Василий и Степан Субботины. Группировка ЗИП является основателем Краснодарского института современного искусства (КИСИ), независимого фестиваля уличного искусства «МОЖЕТ», арт-резиденции «Пятихатки» и сооснователем Краснодарского центра современного искусства «Типография».
Название группы — аббревиатура Краснодарского завода измерительных приборов (ЗИП), где с 2009 года располагалась мастерская художников.
«Всё началось поздним летом 2009 года. Мы искали пространство, подходящее для работы и выставок, и этот поиск привел нас на Краснодарский завод измерительных приборов. Это место потрясло нас своей мощью: огромные заброшенные пространства, где тут и там встречались артефакты советского прошлого».
9 сентября 2009 года в одной из комнат завода открылась выставка «Живой уголок». «Выставка представляла собой некую среду обитания, место для встречи рабочих, их общения, отдыха. Основными элементами экспозиции стали объекты, выполненные из материалов и артефактов, найденных на развалинах завода <…> Сама среда коллективного заводского прошлого, когда люди что-то делали вместе, очень на нас повлияла», — рассказывают участники группировки ЗИП.
После выставки было принято решение о создании группировки ЗИП. В первый состав вошли Эльдар Ганеев, Евгений Римкевич, Степан и Василий Субботины, Константин Чекамарёв (до 2012 года).
В 2010 году инсталляция группировки ЗИП «Живой уголок» вошла в кураторский проект Дарьи Пыркиной Glob(E)Scape в рамках II Московской международной биеннале молодого искусства «Стой! Кто идёт?».
В том же году группировка ЗИП организовала арт-резиденцию в посёлке Пятихатки в Анапском районе Краснодарского края, которая разместилась в недостроенном доме братьев Субботиных. Арт-дача «Пятихатки» существует до сих пор и ежегодно принимает художников из разных городов России и мира. Среди резидентов разных лет арт-группа «Город Устинов», художники Сергей Шутов, Варвара Геворгизова, Владислав Ефимов, Арнольд Вебер, Анна Ротаенко, художница и активистка Катрин Ненашева и многие другие.
Ещё одна инициатива группировки ЗИП — независимый фестиваль уличного искусства «МОЖЕТ», организованный после первой резиденции. Фестиваль проводится раз в два года, задействуя различные пространства в Краснодаре — мастерские и квартиры художников, дворы, улицы и различные городские объекты.
В 2011 году группировка ЗИП организовала Краснодарский институт современного искусства (КИСИ). Первые занятия, организованные по принципу взаимного обмена опытом, состоялись во второй мастерской группировки на заводе ЗИП.
Анатомия художественной среды: локальные опыты и практики. Сборник статей:

Участниками стали молодые художники, которых в Краснодаре было уже довольно много, но никаких способов самопрезентации для них не существовало, как и объединяющего начала. <…> У них не было сообщества. КИСИ стал для них точкой сборки. <…> К нам присоединились такие люди, как Юлия Капустян, Виктор Линский, Татьяна Стадниченко и другие из числа тех, кто вместе с нами составляет костяк активистов КИСИ. Мероприятия проводились еженедельно.— 2015
КИСИ продолжает работу в двух направлениях: как выставочная и образовательная инициатива.
В 2012 году по инициативе Николая Мороза, краснодарского мецената и предпринимателя, на базе КИСИ был создан культурный центр «Типография», занявший пространство в бывшей типографии «Советская Кубань». Сейчас центр «Типография» — единственная площадка в Краснодаре, которая в течение нескольких лет последовательно занимается развитием современного искусства в регионе. На территории центра работают детская и взрослая арт-школа, резиденция для художников, коворкинг, КИСИ и галерея RedGift, основанная в 2015 году группировкой ЗИП и меценатом Евгением Руденко.
В 2013 году группировка ЗИП и активисты КИСИ (Юлия Капустян, Татьяна Стадничено, Виктор Линский) получили премию «Инновация» в номинации «Региональный проект современного искусства» за отчётную выставку «Краснодар: линия на плоскости. История КИСИ» (проект был показан в ЦТИ «Фабрика»).
Фестиваль «МОЖЕТ», арт-дача «Пятихатки» и КИСИ стали участниками исследовательского проекта музея современного искусства «Гараж» «Открытые системы: опыты художественной самоорганизации в России. 2000—2010», посвящённого выставочным и образовательным проектам, фестивалям и другим независимым инициативам художников. В рамках выставки «Открытые системы» в Красноярском музейном центре «Площадь мира», которая прошла в сентябре-октябре 2016 года, Василий и Степан Субботины курировали Первую сибирскую лабораторию молодого искусства. Её итогом стала выставка «Сообщники».
Художественные практики группировки ЗИП напрямую связаны с локальным контекстом. «Объекты они мастерили по следам своих социальных активистских практик из найденных микросхем и прочих диковин индустриальных развалин. Благородный запал изменить жизнь художественными средствами в эстетическом плане рождал анархические почеркушки фломастером, развеску лозунгов, а заводские отходы превращал в причудливых монстров на стенах выставочных залов», — пишет художественный критик Ольга Данилкина. В своих проектах группировка ЗИП часто использует дерево, найденные материалы, а также обращается к практикам перформанса, интервенции и акции.
В 2015 году часть участников группировки ЗИП (Евгений Римкевич, Василий и Степан Субботины), художники Вероника Злобина и Антон Польский создали объединение «Подпольная типография».
В 2017—2020 годах группировка ЗИП вошла в Российский инвестиционный художественный рейтинг 49ART, представляющий выдающихся современных художников в возрасте до 50 лет.

## Состав
- Денис Серенко (до 2011)
- Эльдар Ганеев (до 2017)
- Евгений Римкевич
- Василий Субботин
- Степан Субботин
- Константин Чекмарев (до 2012)

## Избранные групповые выставки
- 2017 — Московский музей современного искусства, Москва, Россия[10]
- 2015 — Balagan, Kühlhaus am Gleisdreieck, Max Liebermann Haus, Берлин, Германия.
- 2015 — Borderlands, GRAD gallery, Лондон, Великобритания.
- 2015 — The School of Kyiv, Kyiv biennale, Киев, Украина.
- 2014 — «Перформанс в России: картография истории», Музей современного искусства «Гараж», Москва
- 2014 — «Время мечтать», IV Московская международная биеннале молодого искусства, Музей Москвы, Москва.[5]
- 2014 — «Не Музей. *Лаборатория эстетических подозрений», в рамках биеннале Manifesta X,Санкт-Петербург. (ссылка:)
- 2014 — «Одно место рядом с другим», Винзавод, Москва[11]
- 2014 — «Арт-эксперимент». Центр современной культуры "Гараж", Москва[12]
- 2013 — «Музей современного искусства: департамент труда и занятости». Государственная Третьяковская галерея, Москва.
- 2013 — «Ничего подобного», Музей Москвы, Москва.
- 2013 — «Re-Aligned Art», Tromso Kunstforening, Тромсе, Норвегия.
- 2013 — «Artbatfest», Алматы, Казахстан.
- 2013 — «Бестиарий». Воронежский центр современного искусства, Воронеж.
- 2013 — «Любовь пространства», X международная Красноярская музейная биеннале. Красноярский музейный центр, Красноярск.
- 2013 — «Фестиваль идей». Музей Модерна, Самара.
- 2013 — «Хлеб: хроника Краснодара и окрестностей», Rizzordi Art Foundation, Санкт — Петербург.
- 2013 — «За КАК!», международный фестиваль «Белые Ночи в Перми», Пермь.
- 2012 — Выставка номинантов премии Инновация, Государственный Центр современного искусства, Москва.
- 2012 — «Новые обстоятельства». Уральский филиал Государственного Центра современного искусства, Екатеринбург.
- 2012 — Выставка номинантов премии Кандинского. «Ударник», Москва.
- 2012 — «Неоконченный анализ». III Московская международная биеннале молодого искусства, ММСИ, ГЦСИ, Москва[13]
- 2012 — Фестиваль «Белые Ночи в Перми», выставка «Культурного Альянса», Пермь.
- 2012 — «Апокалипсис и Возрождение в Шоколадном доме». «Шоколадный дом», Киев, Украина.
- 2012 — «Welcome back, Putin». ЦСИ «Debalie», Амстердам, Голландия.
- 2012 — «Resistance Forever». Культурный центр партии рабочих «Партидо Обреро», Буэнос-Айрес, Аргентина.
- 2011 — «МедиаУдар», спецпроект IV Московской биеннале. «Artplay», Москва.
- 2010 — «Glob(E)Scape», II Московская международная биеннале молодого искусства «Стой! Кто идет?», центр дизайна ARTPLAY, Москва.
- 2010 — Первая Южно-российская биеннале современного искусства, ЦСИ «Табачная фабрика», Ростов-на-Дону.
- 2010 — «Локация», завод ЗИП, Краснодар.

## Персональные выставки
- 2016 — «Инструменты», галерея RedGift, КЦСИ «Типография», Краснодар.
- 2016 — «Школа 1,5 на 1,5», КИСИ, КЦСИ «Типография», Краснодар.
- 2015 — «Режим ожидания», галерея XL, Москва.
- 2015 — «Пост-наблюдение», КИСИ, КЦСИ «Типография», Краснодар.
- 2014 — «Утопический скелет». XL галерея, Москва.
- 2014 — «Завтра лучше, чем вчера». Воронежский центр современного искусства, Воронеж.
- 2014 — «Все включено». Краснодарский институт современного искусства КИСИ, Краснодар.
- 2013 — «Линии на плоскости. История КИСИ». Центр творческих индустрий FАБRИКА, Москва.
- 2013 — «Flags Washing Machine». Kurant Gallery, Тромсе, Норвегия.
- 2013 — «Этот Цех борется за звание образцового». Приволжский филиал Государственного центра современного искусства, Нижний Новгород.
- 2012 — «Этот Цех борется за звание образцового». XL галерея, Москва.
- 2012 — «Этот Цех борется за звание образцового». Краснодарский институт современного искусства КИСИ, Краснодар.
- 2012 — «Открытий больше не будет». Краснодарский институт современного искусства КИСИ, Краснодар.
- 2012 — « Live Broadcast». Культурный Центр WUK, Вена, Австрия.
- 2011 — «Лаборатория». Центр творческих индустрий FАБRИКА , Москва.
- 2010 — "ООО «Сувенир». Галерея «Жир», Москва.
- 2010 — «Другой». Галерея «Непокоренные 17», Санкт-Петербург.
- 2009 — «Живой уголок». завод ЗИП, Краснодар.

## Акции
- 2011 — «Плот», Краснодар, возле завода ЗИП
- 2011 — «Краб пропагандист». Анапа, ул. Пионерский проспект, пляж
- 2013 — «Б. О. П. Будка для одиночного пикетирования», Краснодар, Театральная площадь

## Проекты
- С 2010 Арт-резиденция «Пятихатки», поселок Пятихатки Анапского района Краснодарского края, ежегодно
- С 2010 Фестиваль паблик-арта «Может», Краснодар, ежегодно
- С 2011 Краснодарский институт современного искусства (КИСИ)

## Краснодарский институт современного искусства
Краснодарский институт современного искусства / КИСИ — некоммерческая самопровозглашённая образовательная институция, созданная в Краснодаре арт-группировкой «ЗИП» в июле 2011 года.

### История
Краснодарский институт современного искусства был создан в Краснодаре усилиями арт-группировки «ЗИП» в июле 2011 года.
Целью Краснодарского института современного искусства является создание в регионе художественной интеллектуальной среды, сотрудничество с современными западными художниками и художниками стран СНГ, а также с региональными арт-сообществами в России.
В помещении Краснодарского института современного искусства собираются художники, журналисты, дизайнеры, архитекторы, активисты для обсуждения и работы с разными актуальными художественными и социальными проблемами.
В ноябре 2012 года в КИСИ был объявлен набор в Школу современного искусства, курс которой рассчитан на 3 месяца и включает лекционные и практические занятия.
С 2012 года местом дислокации художников, связанных с КИСИ стал Культурный центр «Типография», открытый в пространстве бывшей типографии «Советская Кубань».

### Избранные выставки и проекты
- 2012 — «Микротерритория». Арт-группа «Город Устинов».[20][21]
- 2012 — «Этот Цех борется за звание образцового». Арт-группировка «ЗИП».[17][22]
- 2012 — «Три года условно». Арт-группировка «ЗИП».[23]
- 2012 — Эльдар Ганеев. «Экзистенции».[24]
- 2012 — «А если Авангард не спасет мир? Стыдно быть художником». Денис Серенко.[25][26]
- 2012 — «Расслоение». Александр Лиханов.[15]